# Johann Conrad Dannhauer

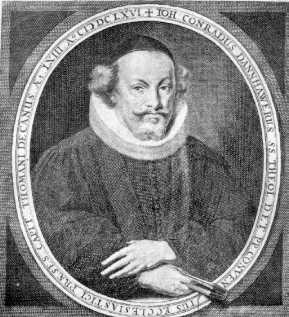
Johann Conrad Dannhauer

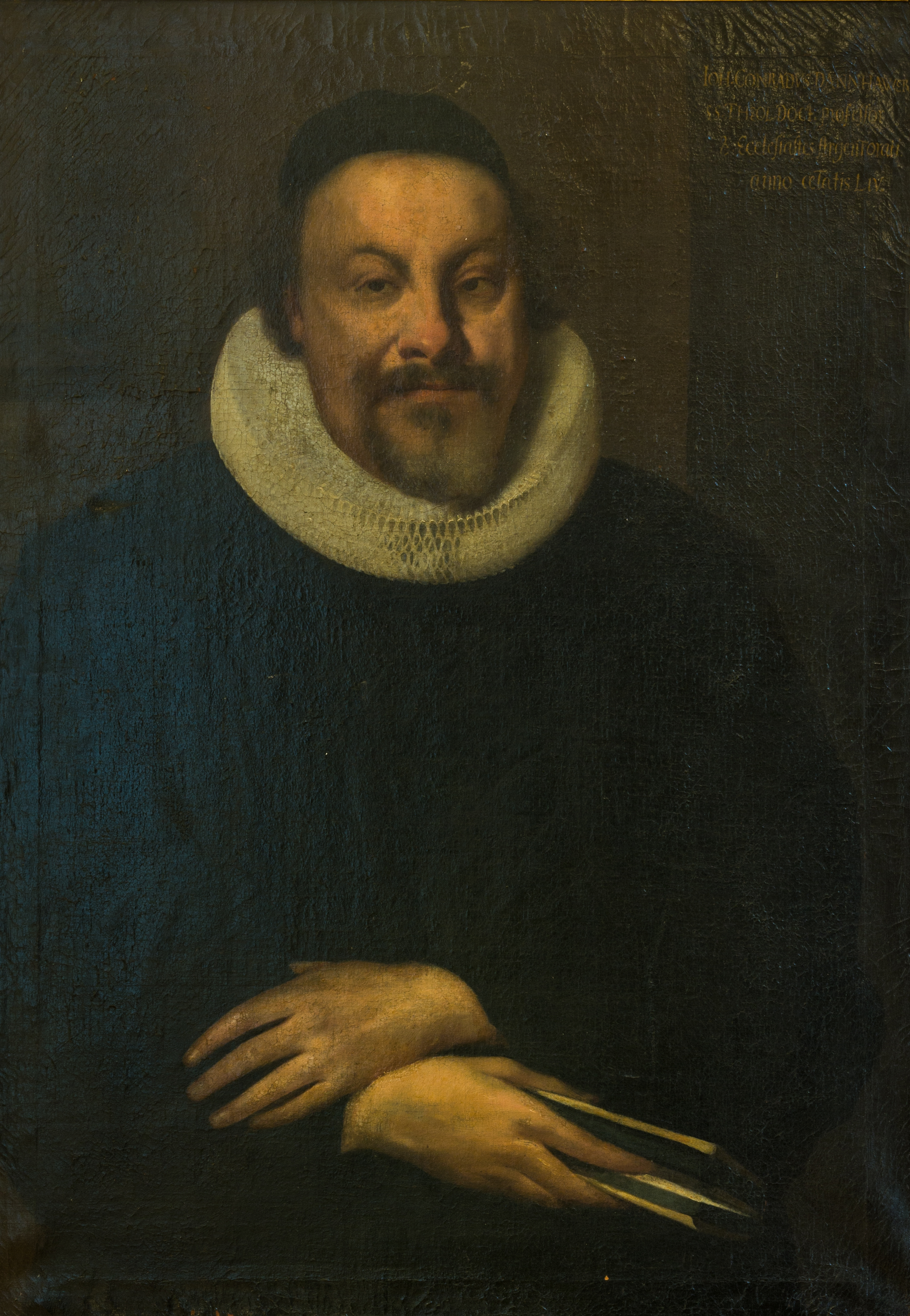
Johann Conrad Dannhauer (Ölgemälde aus dem Jahr 1657, heute im Besitz des Domkapitels der Thomaskirche in Straßburg)

Johann Conrad Dannhauer, auch Johann Konrad Dannhauer (* 24. März 1603 in Köndringen im Breisgau; † 7. November 1666 in Straßburg) war ein deutscher lutherischer Theologe, Hochschullehrer, Hermeneutiker und Dichter.

## Leben
Dannhauer, ein Sohn des Pfarrers Konrad Dannhauer, besuchte ab 1610 in Straßburg das Gymnasium und das Predigerseminar, um anschließend in Straßburg, Marburg, an der Universität Altdorf und in Jena Theologie zu studieren. 1628 wurde er in Straßburg Inspektor des Predigerseminars, 1629 Professor für Rhetorik und 1633 Professor für Theologie. Daneben wurde er 1657 Pfarrer am Straßburger Münster. Ab 1658 hatte er als Präses des Kirchenkonvents und Dekan des Thomasstifts die höchste Stellung im Kirchenwesen der Reichsstadt Straßburg inne.
Dannhauer war ein sehr produktiver theologischer Schriftsteller. Er war ein Gegner des Calvinismus und des Synkretismus, der u. a. durch Georg Calixt vertreten wurde. Zu seinen Schülern zählten Johannes Fecht und Philipp Jacob Spener, einer der bedeutenden Vertreter des Pietismus.
Sein Hauptwerk ist Der Mensch ein Wanderer, das Leben der Weg, die Heilige Schrift das Licht, Gott das Ziel, der Himmel die Heimat. Mit dem in symbolisch-allegorischer Form formulierten Text Hodosophia Christiana sive Theologia positiva wirkte er als Mittler zwischen der lutherischen Orthodoxie und dem Pietismus. „Das dogmatische Lehrgebäude seiner ‚Christlichen Wegweisheit‘ … hat Dannhauer umflankt mit zwei  [weit umfangreicheren] polemischen Schriften, einer ‚Päpstlichen Wegtorheit‘ und einer ‚Calvinischen Wegtorheit‘…“
Bekannt wurde auch seine großangelegte Predigtsammlung Catechismusmilch (s. Werke), die als „ausführlichste homilet.[ische] Auslegung des luth. Katechismus“ gilt.

## Werke (Auswahl)
- Hodosophia Christiana sive Theologia positiva, 1649.
- Hodomoria Spiritus Papaei, 2 Bde., Straßburg 1653.
- Hodomoria Spiritus Calviniani, 2 Bde., Straßburg 1654.
- Catechismusmilch oder der Erklärung deß christlichen Catechismi … Theil, 10 Bde., Straßburg 1642–1678 u.ö.